# Flieren
Flieren is een buurtschap in de Nederlandse gemeente Lingewaard, gelegen in de provincie Gelderland. Het ligt 1,5 kilometer ten noordwesten van Gendt.